# FU–24
Az FU–24 az amerikai Fletcher Aviation repülőgépgyár 1950-es évek elején kifejlesztett mezőgazdasági repülőgépe, melyet 1961-től Új-Zélandon gyártottak. A légi műtrágyázás mellett más feladatokra is használják, ejtőernyős ugrásokhoz is kedvelt repülőgép. Továbbfejlesztett, légcsavaros gázturbinás változata a PAC Cresco.

## Története
A repülőgép alapjául a Jowh W. Thorp által az 1950-es évek elején tervezett FD–25 Defender könnyű földi támogató repülőgép szolgált, melynek több elemét felhasználták. Onnan származik a gép szárnya és a vezérsíkok. A törzset a mezőgazdasági célnak megfelelően megnövelték. A gép tervezése idején új-zélandi mezőgazdaságirepülőgép-üzemeltetők tartózkodtak az Egyesült Államokban, akik a még a második világháború után az Új-Zélandi Királyi Légierőtől leselejtezett, majd ott légi permetezésre széleskörűen alkalmazott, de az 1950-es évekre elavult de Havilland Tiger Moth leváltására kerestek megfelelő típust. Az új-zélandi szakembereknek, akik még a tervezőasztalon ismerkedtek meg a típussal, elnyerte a tetszését a gép. Több módosító javaslatukat bedolgozták a tervekbe. A gép új-zélandi összeszerelésére megalapították az Air Parts nevű céget. Közben a Fletchernél az új-zélandi Cable Price Corporation finanszírozása és az új-zélandi Hús Terméktanács garanciája mellett megépítették a két prototípust.
Az első prototípus egy 168 kW-os (225 LE) motorral és nyitott pilótafülkével 1954. június 14-én emelkedett először a levegőbe az Egyesült Államokban. Ezután mindkét gépet (a még nem repült második prototípust is) szétszerelték és Új-Zélandra szállították. Ott kisebb módosításokat végeztek rajtuk. A pilótafülke zárt lett és a gépekbe nagyobb teljesítményű, 230 kW (310 LE) teljesítményű Continental motorokat szereltek. Az első 70 repülőgépet még a Fletcher gyártotta Pasadenában, az összeszerelésüket pedig Új-Zélandon, a Hamilton repülőterén lévő hangárjában végezte az Air Parts (később Pacific Aerospace, röviden PAC).
A gépet folyamatosan továbbfejlesztették. Később kettőzött kezelőszervekkel látták el. Az utolsó gépekbe még erősebb, 300 kW-os (400 LE) Lycoming O–720 motor került, majd a korábbi gépekbe is beszerelték az erősebb motorokat. Ahogyan más mezőgazdasági repülőgépeknél, az FU–24-nél is a továbbfejlesztés egyik fő irányaként a könnyű, de nagy teljesítményű és gazdaságos üzemű légcsavaros gázturbinák alkalmazása jelent meg. 1967-ben a James Aviation egy gépet átépített és PT6-os légcsavaros gázturbinával látott el. A Roberson Air Service 1968-ban és 1971-ben egy-egy gépbe épített Garrett TPE 331-es légcsavaros gázturbinákat. Ezen kívül néhány gépbe csehszlovák Walter M601 légcsavaros gázturbinák kerültek.
Az 1970-es évek közepére a konstrukcióban rejlő tartalékok kimerültek, a gyártó felhagyott a továbbfejlesztésével. Kifejlesztették az aerodinamikai elrendezésében hasonló, de nagyobb, és modernebb konstrukciójú, légcsavaros gázturbinával felszerelt PAC Cresco mezőgazdasági repülőgépet, amely azonban kevésbé lett kedvelt és sikeres típus, mint az FU–24. A két típus gyártása párhuzamosan folyt. Az utolsó FU–24-es gépek az 1990-es évek elején készültek. Ebből a 10 darabos gyártási sorozatból 1992-ben öt darab Thaiföldre, öt darab Szíriába került. A gépből a PAC összesen 297 darabot gyártott, de kb. 10 további gépet más új-zélandi gyártók is összeszereltek tartalék alkatrészekből.
1981-ben az amerikai Frontier Aerospace elkészítette az FU–24 és a Cresco katonai változatát, előbbit Pegasus I, utóbbit Pegasus II jelzéssel. A gépeket elsősorban a dél-amerikai országoknak szánták könnyű földi támogató repülőgépként, de egyiket sem gyártották.
Az FU–24-et elsősorban Új-Zélandon alkalmazták, de sokat exportáltak is, elsősorban a fejlődő országokba (Irak, Szíria, Thaiföld, Szudán). A gép Európában és az Egyesült Államokban ritka. A mezőgazdasági feladatok mellett más kisegítő feladatokra és ejtőernyős ugrásokhoz is alkalmazzák.

## Típusváltozatok
- FU–24 – Az alapváltozat. Együléses légi permetező repülőgép.
- FU–24A Utility – Az Egyesült Államokban készített, hat személy szállítására alkalmas többcélú repülőgép. Csak egy prototípus készült.
- FU–24–950 – Kétüléses légi permetező változat. Az Egyesült Államokban Top Master néven ismert.
- FU–24–954 – Az FU–24–950 továbbfejlesztett változata.
- Pegasus I – Az Egyesült Államokban készített katonai változat.

## Műszaki adatai (FU–24–954)

### Geometriai méretek és tömeg-adatok
- Fesztáv: 12,80 m
- Hossz: 9,70 m
- Magasság: 2,84 m
- Szárnyfelület: 27,31 m²
- Üres tömeg: 1188 kg
- Maximális felszálló tömeg: 2204 kg
- Üzemanyag: 254 liter

### Motor
- Motorok száma: 1 db
- Típusa: Lycoming IO–720–A1A nyolchengeres, léghűtéses, benzinüzemű boxermotor
- Maximális (felszálló) teljesítmény: 300 kW (400 LE)

### Repülési jellemzők
- Maximális sebesség: 233 km/h
- Utazósebesség: 209 km/h
- Átesési sebesség: 92 km/h
- Emelkedőképesség: 4,09 m/s
- Legnagyobb repülési magasság: 4877 m
- Hatótávolság: 710 km